# Нюббель
Нюббель (нем. Nübbel) — община в Германии, в земле Шлезвиг-Гольштейн. 
Входит в состав района Рендсбург-Экернфёрде. Подчиняется управлению Фокбек.  Население составляет 1591 человек (на 31 декабря 2010 года). Занимает площадь 14,02 км².